# Człowiek, który pokonał strach
Człowiek, który pokonał strach (w Polsce znany także jako „Na skraju miasta”, „Na krańcu miasta” i „Na krawędzi”) – amerykański kryminał z 1957 roku.
W 2023 roku został wprowadzony do Narodowego Rejestru Filmowego Stanów Zjednoczonych jako film „znaczący kulturowo, historycznie bądź estetycznie”.

## Obsada
- John Cassavetes - Axel Nordmann
- Sidney Poitier - Tommy Tyler
- Jack Warden - Charles Malik
- Kathleen Maguire - Ellen Wilson
- Ruby Dee - Lucy Tyler
- Val Avery - brat
- Robert F. Simon - pan George Nordmann
- Ruth White - pani Nordmann
- William A. Lee - Davis
- John Kellogg - detektyw
- David Clarke - Wallace
- Estelle Hemsley - matka Lucy